# Hexapopha m-scripta
Espèce
Synonymes
- Gamasomorpha m-scripta Birabén, 1954

Hexapopha m-scripta est une espèce d'araignées aranéomorphes de la famille des Oonopidae.

## Distribution
Cette espèce se rencontre en Argentine dans la province de Misiones et au Brésil au Rio Grande do Sul,.

## Description
La femelle holotype mesure 2,18 mm.
La femelle décrite par Feitosa, Ott et Bonaldo en 2023 mesure 1,98 mm.

## Systématique et taxinomie
Cette espèce a été décrite sous le protonyme Gamasomorpha m-scripta par Birabén en 1954. Elle est placée dans le genre Hexapopha par Ott, Ubick, Bonaldo, Brescovit et Harvey en 2019.

## Publication originale
- Birabén, 1954 : « Nuevas Gamasomorphinae de la Argentina (Araneae, Oonopidae). » Notas del Museo de La Plata, vol. 17, no 152, p. 181-212.